# Санта-Круш (Віняйш)
Санта-Круш (порт. Santa Cruz; МФА: [ˈsɐ̃.tɐ ˈkɾuʃ]) — парафія в Португалії, у муніципалітеті Віняйш. Розташована в північно-східній частині країни, на теренах історичної португальської провінції Трансмонтана. Входить до складу округу Браганса. За адміністративним поділом, чинним до 1976 року, терени парафії були складовою провінції Трансмонтана і Верхнє Дору. Належить до Брагансько-Мірандської діоцезії Католицької церкви. Патрон — Святий Хрест. Площа — 10,6623 км². Населення — 57 ос. (2011). Слабо урбанізований регіон. Густота населення — 5,35 осіб/км²
. Код — 041220.

## Населення
| Кількість мешканців | Кількість мешканців | Кількість мешканців | Кількість мешканців | Кількість мешканців | Кількість мешканців | Кількість мешканців | Кількість мешканців | Кількість мешканців | Кількість мешканців | Кількість мешканців | Кількість мешканців | Кількість мешканців | Кількість мешканців | Кількість мешканців |
| ------------------- | ------------------- | ------------------- | ------------------- | ------------------- | ------------------- | ------------------- | ------------------- | ------------------- | ------------------- | ------------------- | ------------------- | ------------------- | ------------------- | ------------------- |
| 1864                | 1878                | 1890                | 1900                | 1911                | 1920                | 1930                | 1940                | 1950                | 1960                | 1970                | 1981                | 1991                | 2001                | 2011                |
| 287                 | 291                 | 323                 | 297                 | 291                 | 280                 | 263                 | 278                 | 229                 | 324                 | 194                 | 168                 | 103                 | 72                  | 57                  |